# 7.ª etapa de la Vuelta a España 2020
La 7.ª etapa de la Vuelta a España 2020 tuvo lugar el 27 de octubre de 2020 entre Vitoria y Villanueva de Valdegovía sobre un recorrido de 159,7 km y fue ganada por el canadiense Michael Woods del equipo EF. El ecuatoriano Richard Carapaz consiguió mantener el liderato.

## Clasificación de la etapa
| \| Clasificación de la etapa \| Clasificación de la etapa \| Clasificación de la etapa \| Clasificación de la etapa \| Clasificación de la etapa \| \| Ciclista \| Ciclista \| Equipo \| Tiempo \| \| \| ------------------------- \| ------------------------- \| ------------------------- \| ------------------------- \| ------------------------- \| \| 1.º \| Michael Woods \| EF Pro Cycling \| 3 h 48 min 16 s \| \| \| 2.º \| Omar Fraile \| Astana \| + 4 s \| \| \| 3.º \| Alejandro Valverde \| Movistar Team \| + 4 s \| \| \| 4.º \| Nans Peters \| AG2R La Mondiale \| + 8 s \| \| \| 5.º \| Guillaume Martin \| Cofidis \| + 8 s \| \| \| 6.º \| Rui Alberto Costa \| UAE Team Emirates \| + 13 s \| \| \| 7.º \| Alex Aranburu \| Astana \| + 13 s \| \| \| 8.º \| Ide Schelling \| Bora-Hansgrohe \| + 13 s \| \| \| 9.º \| Kenny Elissonde \| Trek-Segafredo \| + 13 s \| \| \| 10.º \| Davide Formolo \| UAE Team Emirates \| + 13 s \| \| |                    |                   |                 |
| |                    |                   |                 |
| Fuente: ProCyclingStats |                    |                   |                 |
| Clasificación de la etapa |                    |                   |                 |
| Ciclista | Ciclista           | Equipo            | Tiempo          |
| 1.º | Michael Woods      | EF Pro Cycling    | 3 h 48 min 16 s |
| 2.º | Omar Fraile        | Astana            | + 4 s           |
| 3.º | Alejandro Valverde | Movistar Team     | + 4 s           |
| 4.º | Nans Peters        | AG2R La Mondiale  | + 8 s           |
| 5.º | Guillaume Martin   | Cofidis           | + 8 s           |
| 6.º | Rui Alberto Costa  | UAE Team Emirates | + 13 s          |
| 7.º | Alex Aranburu      | Astana            | + 13 s          |
| 8.º | Ide Schelling      | Bora-Hansgrohe    | + 13 s          |
| 9.º | Kenny Elissonde    | Trek-Segafredo    | + 13 s          |
| 10.º | Davide Formolo     | UAE Team Emirates | + 13 s          |

## Clasificaciones al final de la etapa

### Clasificación general
| \| Clasificación general \| Clasificación general \| Clasificación general \| Clasificación general \| Clasificación general \| \| Ciclista \| Ciclista \| Equipo \| Tiempo \| \| \| --------------------- \| --------------------- \| ---------------------- \| --------------------- \| --------------------- \| \| 1.º \| Richard Carapaz \| Ineos Grenadiers \| 28 h 23 min 51 s \| \| \| 2.º \| Hugh Carthy \| EF Pro Cycling \| + 18 s \| \| \| 3.º \| Daniel Martin \| Israel Start-Up Nation \| + 18 s \| \| \| 4.º \| Primož Roglič \| Jumbo-Visma \| + 30 s \| \| \| 5.º \| Enric Mas \| Movistar Team \| + 1 min 07 s \| \| \| 6.º \| Felix Großschartner \| Bora-Hansgrohe \| + 1 min 30 s \| \| \| 7.º \| Marc Soler \| Movistar Team \| + 1 min 42 s \| \| \| 8.º \| Esteban Chaves \| Mitchelton-Scott \| + 2 min 02 s \| \| \| 9.º \| Alejandro Valverde \| Movistar Team \| + 2 min 03 s \| \| \| 10.º \| George Bennett \| Jumbo-Visma \| + 2 min 39 s \| \| |                     |                        |                  |
| |                     |                        |                  |
| Fuente: ProCyclingStats |                     |                        |                  |
| Clasificación general |                     |                        |                  |
| Ciclista | Ciclista            | Equipo                 | Tiempo           |
| 1.º | Richard Carapaz     | Ineos Grenadiers       | 28 h 23 min 51 s |
| 2.º | Hugh Carthy         | EF Pro Cycling         | + 18 s           |
| 3.º | Daniel Martin       | Israel Start-Up Nation | + 18 s           |
| 4.º | Primož Roglič       | Jumbo-Visma            | + 30 s           |
| 5.º | Enric Mas           | Movistar Team          | + 1 min 07 s     |
| 6.º | Felix Großschartner | Bora-Hansgrohe         | + 1 min 30 s     |
| 7.º | Marc Soler          | Movistar Team          | + 1 min 42 s     |
| 8.º | Esteban Chaves      | Mitchelton-Scott       | + 2 min 02 s     |
| 9.º | Alejandro Valverde  | Movistar Team          | + 2 min 03 s     |
| 10.º | George Bennett      | Jumbo-Visma            | + 2 min 39 s     |

### Clasificación por puntos
| Clasificación por puntos | Clasificación por puntos | Clasificación por puntos | Clasificación por puntos | Clasificación por puntos |
| Ciclista                 | Ciclista                 | Equipo                   | Puntos                   |                          |
| ------------------------ | ------------------------ | ------------------------ | ------------------------ | ------------------------ |
| 1.º                      | Primož Roglič            | Jumbo-Visma              | 79 pts                   |                          |
| 2.º                      | Richard Carapaz          | Ineos Grenadiers         | 61 pts                   |                          |
| 3.º                      | Daniel Martin            | Israel Start-Up Nation   | 57 pts                   |                          |
| 4.º                      | Guillaume Martin         | Cofidis                  | 48 pts                   |                          |
| 5.º                      | Michael Woods            | EF Pro Cycling           | 45 pts                   |                          |
| 6.º                      | Alejandro Valverde       | Movistar Team            | 35 pts                   |                          |
| 7.º                      | Hugh Carthy              | EF Pro Cycling           | 33 pts                   |                          |
| 8.º                      | Enric Mas                | Movistar Team            | 33 pts                   |                          |
| 9.º                      | Felix Großschartner      | Bora-Hansgrohe           | 33 pts                   |                          |
| 10.º                     | Marc Soler               | Movistar Team            | 29 pts                   |                          |

### Clasificación de la montaña
| Clasificación de la montaña | Clasificación de la montaña | Clasificación de la montaña | Clasificación de la montaña | Clasificación de la montaña |
| Ciclista                    | Ciclista                    | Equipo                      | Puntos                      |                             |
| --------------------------- | --------------------------- | --------------------------- | --------------------------- | --------------------------- |
| 1.º                         | Guillaume Martin            | Cofidis                     | 27 pts                      |                             |
| 2.º                         | Sepp Kuss                   | Jumbo-Visma                 | 24 pts                      |                             |
| 3.º                         | Tim Wellens                 | Lotto-Soudal                | 19 pts                      |                             |
| 4.º                         | Richard Carapaz             | Ineos Grenadiers            | 18 pts                      |                             |
| 5.º                         | Daniel Martin               | Israel Start-Up Nation      | 16 pts                      |                             |
| 6.º                         | Michael Woods               | EF Pro Cycling              | 16 pts                      |                             |
| 7.º                         | Ion Izagirre                | Astana                      | 11 pts                      |                             |
| 8.º                         | Alejandro Valverde          | Movistar Team               | 11 pts                      |                             |
| 9.º                         | Primož Roglič               | Jumbo-Visma                 | 7 pts                       |                             |
| 10.º                        | Quentin Jauregui            | AG2R La Mondiale            | 6 pts                       |                             |

### Clasificación de los jóvenes
| Clasificación del mejor joven | Clasificación del mejor joven | Clasificación del mejor joven | Clasificación del mejor joven | Clasificación del mejor joven |
| Ciclista                      | Ciclista                      | Equipo                        | Tiempo                        |                               |
| ----------------------------- | ----------------------------- | ----------------------------- | ----------------------------- | ----------------------------- |
| 1.º                           | Enric Mas                     | Movistar Team                 | 28 h 24 min 58 s              |                               |
| 2.º                           | David Gaudu                   | Groupama-FDJ                  | + 2 min 40 s                  |                               |
| 3.º                           | Gino Mäder                    | NTT Pro Cycling               | + 2 min 57 s                  |                               |
| 4.º                           | Aleksandr Vlásov              | Astana                        | + 5 min 27 s                  |                               |
| 5.º                           | Kobe Goossens                 | Lotto-Soudal                  | + 12 min 36 s                 |                               |
| 6.º                           | Georg Zimmermann              | CCC Team                      | + 12 min 54 s                 |                               |
| 7.º                           | Andrea Bagioli                | Deceuninck-Quick Step         | + 17 min 54 s                 |                               |
| 8.º                           | Clément Champoussin           | AG2R La Mondiale              | + 22 min 34 s                 |                               |
| 9.º                           | William Barta                 | CCC Team                      | + 24 min 26 s                 |                               |
| 10.º                          | Jhojan García                 | Caja Rural-Seguros RGA        | + 26 min 57 s                 |                               |

### Clasificación por equipos
| Clasificación por equipos | Clasificación por equipos | Clasificación por equipos | Clasificación por equipos |
| Equipo                    | Equipo                    | Tiempo                    |                           |
| ------------------------- | ------------------------- | ------------------------- | ------------------------- |
| 1.º                       | Movistar Team             | 85 h 16 min 40 s          |                           |
| 2.º                       | UAE Team Emirates         | + 3 min 03 s              |                           |
| 3.º                       | Jumbo-Visma               | + 7 min 43 s              |                           |
| 4.º                       | Astana                    | + 9 min 23 s              |                           |
| 5.º                       | Mitchelton-Scott          | + 24 min 27 s             |                           |
| 6.º                       | Cofidis                   | + 39 min 25 s             |                           |
| 7.º                       | Ineos Grenadiers          | + 43 min 03 s             |                           |
| 8.º                       | Trek-Segafredo            | + 55 min 34 s             |                           |
| 9.º                       | Groupama-FDJ              | + 1 h 01 min 20 s         |                           |
| 10.º                      | Caja Rural-Seguros RGA    | + 1 h 05 min 58 s         |                           |

## Abandonos
- Romain Seigle no completó la etapa por problemas abdominales.[2]
- Jay McCarthy no completó la etapa por una caída durante el transcurso de la misma.[3]
- Matteo Moschetti por llegar fuera de control.[4]